# Большая Плавица
Больша́я Пла́вица — деревня Добринского района Липецкой области. Центр Тихвинского сельсовета.

## География
Стоит на реке Плавице, от которой получила название. Имя речки от диалектного слова плав — трясина, болото .
Деревня расположена на автодороге Хворостянка — Березнеговатка. В 4 км севернее — железнодорожная станция Плавица.

## История
Прежде центром Тихвинского сельсовета было село Тихвинка (отсюда название); однако позже администрацию перенесли в более крупный населенный пункт — деревню Большую Плавицу.
В 2001 году   археологическая экспедиция под рук. Е.Н. Мельникова  провела раскопки кургана. 

## Население
| 2010 |
| ---- |
| 509  |

## Объект культурного наследия
- Курган    исторический памятник (региональный)